# Арнольд Сузі
Арнольд Сузі (ест. Arnold Susi; 4 січня 1896, село Лівонія (естонське поселення), Баталпашинського відділу Кубанської області — 29 травня 1968, Таллінн) — естонський юрист, політичний діяч.

## Освіта
Навчався у Петроградському історико-філологічному інституті (1915–1916), на юридичному факультеті Тартуського університету (1924).

## На військовій службі
У 1916 мобілізований до російської армії, закінчив 2-у Петергофську школу прапорщиків, командував ротою. У 1917 році брав участь у створенні естонських військових формувань, був офіцером третього естонського полку. Потім служив в естонській армії (до 1920 року), з січня 1919 року брав участь у Визвольній війні, командував взводом у роті вчителів-добровольців. Нагороджений Хрестом Свободи першого розряду третього ступеня за військові заслуги.

## Адвокат та політик
З 1929 року — присяжний адвокат у Таллінні. Діяч Естонської партії праці, потім Національної партії центру. У 1944 році увійшов до складу Національного комітету Естонії, автор урядової декларації та міністр освіти в уряді Отто Тіефа. Разом з ним й іншими однодумцями, зокрема Гельмутом Маандом, на передодні поразки Німеччини розробляв план відновлення незалежності Естонії, який провалився.

## У в'язниці, таборі та засланні
У жовтні 1944 року його заарештували органи НКВС, засудили до восьми років позбавлення волі спочатку за спроби відокремити частину території від Радянського Союзу, а потім перекваліфікували у зраду. У 1945 році познайомився з Олександром Солженіциним, разом із яким перебував у камері внутрішньої в'язниці НКВС у Москві. В «Архіпелазі ГУЛАГ» Солженіцин писав про Сузі:
У його рогових окулярах — прямі лінії надок, обличчя стає відразу суворо, проникливо, як тільки ми можемо уявити собі обличчя освіченої людини нашого століття. Ще перед революцією він навчався в Петрограді на історико-філологічному та за двадцять років незалежної Естонії зберіг найчистішу російську мову. Потім уже у Тарту він здобув юридичну освіту. Окрім рідної естонської він володіє ще англійською та німецькою, всі ці роки він постійно стежив за лондонським «Економістом», за зведеними німецькими науковими "berisht"ами, вивчав конституції та кодекси різних країн — і ось у нашій камері він гідно та стримано представляє Європу. Він був видатним адвокатом Естонії та звали його «kuldsuu» (золоті вуста).
Знайомство з Сузі вплинуло на ідеологічне становлення Солженіцина — це був перший представник західної демократичної політичної культури, з яким він зустрівся (і потоваришував).
Після відбуття терміну ув'язнення з 1952 року жив на поселенні. У 1958—1960 роках працював в Абакані художнім та музичним керівником Хакаського національного театру. В Абакані він також написав свої спогади «Аварія (Приреченість) Російської імперії» (естонською мовою: «Vene impeeriumi hukk») про передреволюційний час у Росії.

## Останні роки життя
У 1960 році йому дозволили повернутися до Естонії. Жив у Вазулі, у 1963—1968 роках у нього кілька разів гостював Солженіцин, який там закінчив роботу над «Архіпелагом ГУЛАГ».

## Сім'я
Дружина Елла-Адельгунде була вчителем історії, психології та громадянської освіти у гімназії Лендера (1899—1963, депортована у 1949 році, звільнена у 1958 році).
Син — Хейно Сузі (1925—1987) — письменник і біохімік, з 1950 року жив у США.
Син — Арно Сузі (1928—1993) — економіст, доцент Тартуського університету.
Дочка — Гелі Сузі (1929—2020) — викладач німецької мови, перекладач.

## Пам'ять
У 2019 році Міністерство юстиції Естонії заснувало премію місії Гелі та Арнольда Сузі за сміливість висловитися, якою нагороджують осіб, які насмілилися використати силу свого слова для відстоювання демократичних цінностей та прав людини.

## Твори

### Спогади
- «Vene impeeriumi hukk. Otto Tiefi valitsuse ministri mälestused I maailmasõja päevilt». Редактор: Lauri Suurmaa; Предисловие Heli Susi. Tallinn: Grenader, 2009, 432 lk; ISBN 9789949448333
- «Võõrsil vastu tahtmist. Mälestusi vangiajast ja laagripõlvest». <У гостях незвтишно. Спогоди про рокиу тюрмі та таборах> Редактори: Heli Susi й Anne Velliste; Упорядник именного указателя: Jaan Isotamm. Eesti Päevaleht й Akadeemia raamatusari Eesti mälu, nr 49, Tallinn 2011, 576 lk; ISBN 9789949475360

### Статті
- Testament uues tsiviilseadustikus. Vaba Maa, 19. aprill 1937, nr. 87, lk. 2.